# Шренява (Великопольське воєводство)
Шренява (пол. Szreniawa) — село в Польщі, у гміні Коморники Познанського повіту Великопольського воєводства.
Населення — 648 осіб (2011).
У 1975-1998 роках село належало до Познанського воєводства.

## Демографія
Демографічна структура станом на 31 березня 2011 року:
|          | Загалом | Допрацездатний вік | Працездатний вік | Постпрацездатний вік |
| -------- | ------- | ------------------ | ---------------- | -------------------- |
| Чоловіки | 299     | 66                 | 218              | 15                   |
| Жінки    | 349     | 90                 | 211              | 48                   |
| Разом    | 648     | 156                | 429              | 63                   |